# Gashina
Singles de Sunmi
Full Moon
(2014) Heroine
(2018)
Gashina (en coréen : 가시나; RR : Gasina) est une chanson enregistrée par la chanteuse sud-coréenne Sunmi. Elle est parue en CD single et en single digital par MakeUs Entertainment et The Black Label le 22 août 2017, et distribuée par LOEN Entertainment. "Gashina" est la première sortie de Sunmi depuis la séparation de Wonder Girls et de l’expiration de son contrat avec JYP Entertainment.
La chanson a atteint le top du Gaon Digital Chart et s’est vendue à plus de 1 100 000 téléchargements numériques en décembre 2017. Le clip vidéo a été réalisé par Lumpens.

## Performance commerciale
Le titre était le 32e le plus vendu en 2017 avec 1 190 380 téléchargements vendus,.

### Listes de fin d’année
| Critique/Publication | Liste                                        | Classement | Réf.  |
| -------------------- | -------------------------------------------- | ---------- | ----- |
| Billboard            | The Best K-pop Songs of 2017: Critics' Picks | 3          | [ 7 ] |
| Dazed Digital        | 20 Best K-Pop Songs of 2017                  | 9          | [ 8 ] |

## Classements
| Classement (2017)                  | Meilleure position |
| ---------------------------------- | ------------------ |
| Corée du Sud (Gaon Digital Chart)  | 1                  |
| Corée du Sud (Gaon Album Chart)    | 16                 |
| US World Digital Songs (Billboard) | 3                  |
| Corée du Sud (K-pop Hot 100)       | 2                  |

## Récompenses et nominations
| Année | Cérémonie                   | Catégorie                     | Résultat   |
| ----- | --------------------------- | ----------------------------- | ---------- |
| 2017  | 19e Mnet Asian Music Awards | Best Dance Performance – Solo | Nomination |
| 2017  | 9e Melon Music Awards       | Best Dance – Female           | Nomination |
| 2018  | 32e Golden Disc Awards      | Digital Bonsang               | Nomination |
| 2018  | 7e Gaon Chart Music Awards  | Song of the Year – August     | Lauréat    |
| 2018  | 15e Korean Music Awards     | Best Pop Song                 | Nomination |

### Emissions musicales
| Programme           | Date              |
| ------------------- | ----------------- |
| Inkigayo (SBS)      | 3 septembre 2017  |
| Inkigayo (SBS)      | 10 septembre 2017 |
| Inkigayo (SBS)      | 24 septembre 2017 |
| Show Champion (MBC) | 6 septembre 2017  |
| M Countdown (Mnet)  | 7 septembre 2017  |

### Sources
- (en) Cet article est partiellement ou en totalité issu de l’article de Wikipédia en anglais intitulé « Gashina » (voir la liste des auteurs).